# 731 Sorga
731 Sorga је астероид главног астероидног појаса. Приближан пречник астероида је 41,78 ,
а средња удаљеност астероида од Сунца износи 2,991 астрономских јединица (АЈ).
Инклинација (нагиб) орбите у односу на раван еклиптике је 10,704 степени, а орбитални период износи 1889,550 дана (5,173 година). Ексцентрицитет орбите астероида износи 0,136.
Апсолутна магнитуда астероида износи 9,62 а геометријски албедо 0,143.
Астероид је откривен 15. априла 1912. године.